# Danh sách quốc gia có chủ quyền

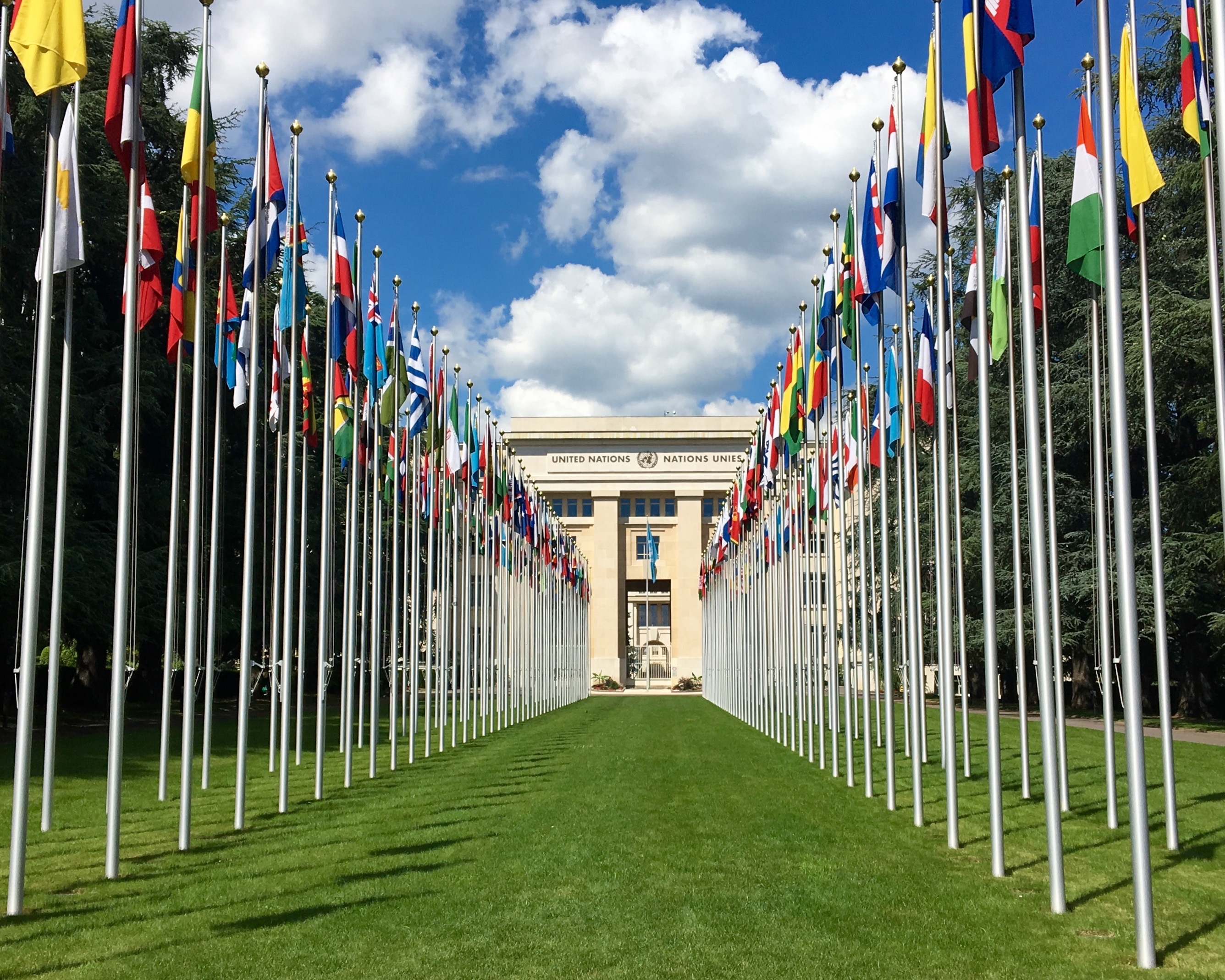
Cờ của các quốc gia thành viên Liên Hợp Quốc và quan sát viên không phải thành viên GA trước Cung vạn quốc ở Geneva, Thụy Sĩ

Sau đây là danh sách cung cấp cái nhìn tổng quan về các quốc gia có chủ quyền trên thế giới với thông tin về tình trạng và sự công nhận chủ quyền của họ.
205 quốc gia được liệt kê có thể được chia thành ba loại dựa trên tư cách thành viên trong Hệ thống Liên Hợp Quốc: 193 quốc gia thành viên, 2 quốc gia quan sát viên GA và 10 quốc gia khác. Cột tranh chấp chủ quyền cho biết các quốc gia có chủ quyền không có tranh chấp (188 quốc gia, trong đó có 187 quốc gia thành viên LHQ và 1 quốc gia quan sát viên phi thành viên Đại hội đồng LHQ), các quốc gia có tranh chấp chủ quyền (18 quốc gia, trong đó có 6 quốc gia thành viên, 1 quốc gia quan sát viên GA và 8 quốc gia khác) và các quốc gia có địa vị chính trị đặc biệt (2 quốc gia, cả hai đều liên kết tự do với New Zealand).
Việc biên soạn một danh sách như vậy có thể là một quá trình phức tạp và gây tranh cãi, vì không có định nghĩa nào ràng buộc tất cả các thành viên của cộng đồng các quốc gia liên quan đến các tiêu chí để trở thành nhà nước. Để biết thêm thông tin về các tiêu chí được sử dụng để xác định nội dung của danh sách này, vui lòng xem phần tiêu chí để gia nhập bên dưới. Danh sách này nhằm bao gồm các thực thể đã được công nhận là có tư cách thực tế là các quốc gia có chủ quyền và việc gia nhập không được coi là sự chứng thực cho bất kỳ tuyên bố cụ thể nào đối với tư cách nhà nước về mặt pháp lý.

## Tiêu chí để gia nhập
Tiêu chuẩn luận tập quán quốc tế thì cai trị một nhà nước trên thực tế là lý thuyết tuyên bố một nhà nước, được hệ thống hóa bởi Công ước Montevideo năm 1933. Công ước này cũng xác định nhà nước là một pháp nhân của luật quốc tế nếu nó "có [các] tiêu chuẩn sau: (a) dân số thường trú; (b) chủ quyền lãnh thổ; (c) chính phủ; và (d) khả năng ngoại giao với các quốc gia khác, các quốc gia có ngoại giao quốc tế" miễn là không "có được bằng vũ lực gồm việc sử dụng vũ khí, đe dọa các cơ quan đại sứ quán ngoại giao, hoặc bất kỳ biện pháp cưỡng chế hữu hiệu nào khác" dựa trên công ước này tiêu chuẩn của một nhà nước ra đời.
Tranh luận về việc tồn tại ở mức độ mà sự công nhận cần được đưa vào như một tiêu chí của tư cách nhà nước. Lý thuyết tuyên bố về tình trạng nhà nước lập luận rằng tình trạng 'nhà nước' là hoàn toàn khách quan và việc các quốc gia khác thừa nhận một nhà nước là không thích hợp. Ở đầu bên kia của quang phổ, lý thuyết cấu thành về chế độ nhà nước định nghĩa một nhà nước chỉ là một lãnh thổ theo luật pháp quốc tế nếu nó được các quốc gia khác công nhận thì lãnh thổ đó có chủ quyền. Đối với mục đích của danh sách này, bao gồm tất cả các trạng thái:
- tự coi mình có chủ quyền (thông qua tuyên ngôn độc lập hoặc một số phương án khác) và thường được coi là "Lãnh thổ có tư cách nhà nước", hoặc
- được công nhận là một quốc gia có chủ quyền bởi ít nhất một quốc gia thành viên Liên Hợp Quốc

Lưu ý rằng trong một số trường hợp, có sự khác biệt về "lý luận" với việc này được gọi là "chủ quyền", và một thực thể không lý luận có đáp ứng được chủ quyền tuyên bố đó hay không thì nó vẫn bị tranh chấp. Các thực thể chính trị duy nhất không đáp ứng được phân loại của một quốc gia có chủ quyền được coi là các "lãnh thổ gần giống nhà nước".
Trên cơ sở các tiêu chí trên, danh sách này bao gồm 206 thực thể sau:
- 203 quốc gia được ít nhất một quốc gia thành viên Liên Hợp Quốc công nhận
- 2 quốc gia đáp ứng lý thuyết tuyên bố về tình trạng nhà nước và chỉ được công nhận bởi các quốc gia không phải là thành viên của Liên Hợp Quốc
- 1 lãnh thổ đáp ứng được lý thuyết tuyên bố về tình trạng nhà nước và không được bất kỳ quốc gia nào khác công nhận

Bảng bao gồm các dấu đầu dòng đại diện cho các thực thể không phải là quốc gia có chủ quyền hoặc có mối liên kết chặt chẽ với một quốc gia có chủ quyền khác. Nó cũng bao gồm các khu vực tiểu quốc gia nơi chủ quyền của quốc gia chính thức bị giới hạn bởi một thỏa thuận quốc tế. Tổng hợp lại, chúng bao gồm:
- Các lãnh thổ trong mối quan hệ liên kết tự do với một quốc gia khác
- Hai thực thể do Pakistan kiểm soát nhưng nó không phải là quốc gia có chủ quyền, lãnh thổ phụ thuộc hoặc là một phần của quốc gia khác: Azad Kashmir và Gilgit Baltistan
- Các lãnh thổ phụ thuộc của một quốc gia khác, cũng như các khu vực thể hiện nhiều đặc điểm của các lãnh thổ phụ thuộc theo trang lãnh thổ phụ thuộc
- Các thực thể địa phương được tạo ra bởi các hiệp định quốc tế

## Danh sách quốc gia

### Các quốc gia thành viên Liên Hợp Quốc và các quốc gia quan sát viên của Đại Hội đồng
| Chú thích cột "Tư cách thành viên trong Hệ thống Liên Hợp Quốc" Quốc gia thành viên LHQ Quốc gia quan sát viên của Đại Hội đồng LHQ | Chú thích cột "Tranh chấp chủ quyền" Không tranh chấp chủ quyền Tranh chấp chủ quyền |

| Tên thông thường và chính thức                               | Tư cách thành viên trong Hệ thống LHQ | Tranh chấp chủ quyền                                                     | Thông tin thêm về tình trạng và công nhận chủ quyền |
| ------------------------------------------------------------ | --- | ------------------------------------------------------------------------ | --- |
| Afghanistan                                                  | Quốc gia thành viên LHQ | Không có                                                                 | Chính phủ cầm quyền trên thực tế, Tiểu vương quốc Hồi giáo Afghanistan, chưa được bất kỳ quốc gia nào công nhận. Liên Hợp Quốc tiếp tục công nhận Cộng hòa Hồi giáo Afghanistan là chính phủ của Afghanistan. |
| Ai Cập – Cộng hòa Ả Rập Ai Cập                               | Quốc gia thành viên LHQ | Không có                                                                 | |
| Albania –Cộng hòa Albania                                    | Quốc gia thành viên LHQ | Không có                                                                 | |
| Algérie – Cộng hòa Dân chủ Nhân dân Algérie                  | Quốc gia thành viên LHQ | Không có                                                                 | |
| Andorra – Thân vương quốc Andorra                            | Quốc gia thành viên LHQ | Không có                                                                 | Andorra là một đồng công quốc trong đó văn phòng của nguyên thủ quốc gia do tổng thống Pháp và giám mục giáo phận Urgell của Công giáo La Mã cùng nắm giữ, người được bổ nhiệm với sự chấp thuận của Tòa Thánh. |
| Angola –Cộng hòa Angola                                      | Quốc gia thành viên LHQ | Không có                                                                 | |
| Anh Quốc – Vương quốc Liên hiệp Anh và Bắc Ireland           | Quốc gia thành viên LHQ | Không có                                                                 | Anh Quốc là một Vương quốc Thịnh vượng chung bao gồm bốn quốc gia cấu thành; Anh, Bắc Ireland, Scotland và xứ Wales. Anh Quốc có 13 lãnh thổ hải ngoại sau đây và một lãnh thổ phụ thuộc Nam Cực được tuyên bố chủ quyền: - Akrotiri và Dhekelia - Anguilla - Bermuda - Lãnh thổ Ấn Độ Dương thuộc Anh - Quần đảo Virgin thuộc Anh - Quần đảo Cayman - Quần đảo Falkland - Gibraltar - Montserrat - Quần đảo Pitcairn - Saint Helena, Ascension và Tristan da Cunha - Nam Georgia và Quần đảo Nam Sandwich - Quần đảo Turks và Caicos - Lãnh thổ châu Nam Cực thuộc Anh Quân chủ Anh cũng có chủ quyền trực tiếp đối với ba cơ quan phụ thuộc của Vương miện tự quản: - Guernsey - Đảo Man - Jersey |
| Antigua và Barbuda                                           | Quốc gia thành viên LHQ | Không có                                                                 | Antigua và Barbuda là một Vương quốc Thịnh vượng chung với một khu tự trị, Barbuda. |
| Argentina – Cộng hòa Argentina                               | Quốc gia thành viên LHQ | Không có                                                                 | Argentina là một liên bang gồm 23 tỉnh và một thành phố tự trị. |
| Armenia –Cộng hòa Armenia                                    | Quốc gia thành viên LHQ | Không được Pakistan công nhận.                                           | Armenia không được Pakistan công nhận do tranh chấp về Artsakh. |
| Azerbaijan – Cộng hòa Azerbaijan                             | Quốc gia thành viên LHQ | Không có                                                                 | Azerbaijan có một khu vực tự trị, Nakhchivan |
| Áo – Cộng hòa Áo                                             | Quốc gia thành viên LHQ | Không có                                                                 | Thành viên của Liên minh châu Âu. Áo là một liên bang gồm chín tiểu bang. |
| Ả Rập Xê Út – Vương quốc Ả Rập Xê Út                         | Quốc gia thành viên LHQ | Không có                                                                 | |
| Ấn Độ – Cộng hòa Ấn Độ                                       | Quốc gia thành viên LHQ | Không có                                                                 | Ấn Độ là một liên bang gồm 28 tiểu bang và tám lãnh thổ liên hiệp. |
| Bahamas –Thịnh vượng chung Bahamas                           | Quốc gia thành viên LHQ | Không có                                                                 | Bahamas là một Vương quốc Thịnh vượng chung. |
| Bahrain – Vương quốc Bahrain                                 | Quốc gia thành viên LHQ | Không có                                                                 | |
| Ba Lan – Cộng hòa Ba Lan                                     | Quốc gia thành viên LHQ | Không có                                                                 | Thành viên của EU. |
| Bangladesh – Cộng hòa Nhân dân Bangladesh                    | Quốc gia thành viên LHQ | Không có                                                                 | |
| Barbados                                                     | Quốc gia thành viên LHQ | Không có                                                                 | |
| Bắc Macedonia – Cộng hòa Bắc Macedonia                       | Quốc gia thành viên LHQ | Không có                                                                 | |
| Belarus – Cộng hòa Belarus                                   | Quốc gia thành viên LHQ | Không có                                                                 | |
| Belize                                                       | Quốc gia thành viên LHQ | Không có                                                                 | Belize là một Vương quốc Thịnh vượng chung. |
| Bénin – Cộng hòa Bénin                                       | Quốc gia thành viên LHQ | Không có                                                                 | |
| Bhutan – Vương quốc Bhutan                                   | Quốc gia thành viên LHQ | Không có                                                                 | |
| Bỉ – Vương quốc Bỉ                                           | Quốc gia thành viên LHQ | Không có                                                                 | Thành viên của EU. Bỉ là một liên bang của ba cộng đồng ngôn ngữ và ba khu vực. |
| Bolivia – Nhà nước Đa dân tộc Bolivia                        | Quốc gia thành viên LHQ | Không có                                                                 | |
| Bosna và Hercegovina                                         | Quốc gia thành viên LHQ | Không có                                                                 | Bosna và Hercegovina có hai thực thể cấu thành: - Liên bang Bosna và Hercegovina - Cộng hòa Srpska và Quận Brčko, một quận hành chính tự quản. |
| Botswana – Cộng hòa Botswana                                 | Quốc gia thành viên LHQ | Không có                                                                 | |
| Bồ Đào Nha – Cộng hòa Bồ Đào Nha                             | Quốc gia thành viên LHQ | Không có                                                                 | Thành viên của EU. Bồ Đào Nha có hai khu vực tự trị, Azores và Madeira. |
| Bờ Biển Ngà – Cộng hòa Côte d'Ivoire                         | Quốc gia thành viên LHQ | Không có                                                                 | |
| Brasil – Cộng hòa Liên bang Brasil                           | Quốc gia thành viên LHQ | Không có                                                                 | Brazil là một liên bang gồm 26 tiểu bang và một quận liên bang. |
| Brunei – Quốc gia Brunei, nơi ở của hòa bình                 | Quốc gia thành viên LHQ | Không có                                                                 | |
| Bulgaria – Cộng hòa Bulgaria                                 | Quốc gia thành viên LHQ | Không có                                                                 | Thành viên của EU. |
| Burkina Faso                                                 | Quốc gia thành viên LHQ | Không có                                                                 | |
| Burundi – Cộng hòa Burundi                                   | Quốc gia thành viên LHQ | Không có                                                                 | |
| Cabo Verde – Cộng hòa Cabo Verde                             | Quốc gia thành viên LHQ | Không có                                                                 | |
| Cameroon – Cộng hòa Cameroon                                 | Quốc gia thành viên LHQ | Không có                                                                 | |
| Campuchia – Vương quốc Campuchia                             | Quốc gia thành viên LHQ | Không có                                                                 | |
| Canada                                                       | Quốc gia thành viên LHQ | Không có                                                                 | Canada là một Vương quốc Thịnh vượng chung và một liên bang gồm mười tỉnh và ba vùng lãnh thổ. |
| Các Tiểu vương quốc Ả Rập Thống nhất                         | Quốc gia thành viên LHQ | Không có                                                                 | Các Tiểu vương quốc Ả Rập Thống nhất là một liên bang gồm bảy tiểu vương quốc. |
| Chile – Cộng hòa Chile                                       | Quốc gia thành viên LHQ | Không có                                                                 | [ n ] |
| Colombia – Cộng hòa Colombia                                 | Quốc gia thành viên LHQ | Không có                                                                 | |
| Comoros – Liên bang Comoros                                  | Quốc gia thành viên LHQ | Không có                                                                 | Comoros là một liên bang của ba hòn đảo. |
| Cộng hòa Dân chủ Congo                                       | Quốc gia thành viên LHQ | Không có                                                                 | |
| Cộng hòa Congo                                               | Quốc gia thành viên LHQ | Không có                                                                 | |
| Costa Rica – Cộng hòa Costa Rica                             | Quốc gia thành viên LHQ | Không có                                                                 | |
| Croatia – Cộng hòa Croatia                                   | Quốc gia thành viên LHQ | Không có                                                                 | Thành viên của EU. |
| Cuba – Cộng hòa Cuba                                         | Quốc gia thành viên LHQ | Không có                                                                 | |
| Djibouti – Cộng hòa Djibouti                                 | Quốc gia thành viên LHQ | Không có                                                                 | |
| Dominica – Thịnh vượng chung Dominica                        | Quốc gia thành viên LHQ | Không có                                                                 | |
| Cộng hòa Dominica                                            | Quốc gia thành viên LHQ | Không có                                                                 | |
| Đan Mạch – Vương quốc Đan Mạch                               | Quốc gia thành viên LHQ | Không có                                                                 | Thành viên của EU. Vương quốc Đan Mạch bao gồm 2 lãnh thổ tự quản: - Quần đảo Faroe - Greenland Lãnh thổ đô thị của Đan Mạch, Quần đảo Faroe và Greenland tạo thành ba quốc gia cấu thành của Vương quốc. Vương quốc Đan Mạch nói chung là một thành viên của EU, nhưng luật của EU (trong hầu hết các trường hợp) không áp dụng cho Quần đảo Faroe và Greenland. Xem Greenland và Liên minh châu Âu và Quần đảo Faroe và Liên minh châu Âu để biết thêm thông tin. |
| Đông Timor – Cộng hòa Dân chủ Timor-Leste                    | Quốc gia thành viên LHQ | Không có                                                                 | |
| Đức – Cộng hòa Liên bang Đức                                 | Quốc gia thành viên LHQ | Không có                                                                 | Thành viên của EU. Đức là một liên bang gồm 16 bang. |
| Ecuador – Cộng hòa Ecuador                                   | Quốc gia thành viên LHQ | Không có                                                                 | |
| El Salvador – Cộng hòa El Salvador                           | Quốc gia thành viên LHQ | Không có                                                                 | |
| Eritrea – Nhà nước Eritrea                                   | Quốc gia thành viên LHQ | Không có                                                                 | |
| Estonia – Cộng hòa Estonia                                   | Quốc gia thành viên LHQ | Không có                                                                 | Thành viên của EU. |
| Eswatini – Vương quốc Eswatini                               | Quốc gia thành viên LHQ | Không có                                                                 | |
| Ethiopia – Cộng hòa Dân chủ Liên bang Ethiopia               | Quốc gia thành viên LHQ | Không có                                                                 | Ethiopia là một liên bang gồm chín khu vực và hai thành phố có điều lệ. |
| Fiji – Cộng hòa Fiji                                         | Quốc gia thành viên LHQ | Không có                                                                 | Fiji có một khu tự trị, Rotuma. |
| Gabon – Cộng hòa Gabon                                       | Quốc gia thành viên LHQ | Không có                                                                 | |
| Gambia – Cộng hòa Gambia                                     | Quốc gia thành viên LHQ | Không có                                                                 | |
| Ghana – Cộng hòa Ghana                                       | Quốc gia thành viên LHQ | Không có                                                                 | |
| Grenada                                                      | Quốc gia thành viên LHQ | Không có                                                                 | Grenada là một Vương quốc Thịnh vượng chung. |
| Gruzia                                                       | Quốc gia thành viên LHQ | Không có                                                                 | Gruzia có hai nước cộng hòa tự trị, Adjara và Abkhazia. Tại Abkhazia và Nam Ossetia, hai nhà nước trên thực tế được hình thành. |
| Guatemala – Cộng hòa Guatemala                               | Quốc gia thành viên LHQ | Không có                                                                 | |
| Guinée – Cộng hòa Guinée                                     | Quốc gia thành viên LHQ | Không có                                                                 | |
| Guinea-Bissau – Cộng hòa Guinea-Bissau                       | Quốc gia thành viên LHQ | Không có                                                                 | |
| Guinea Xích Đạo – Cộng hòa Guinea Xích Đạo                   | Quốc gia thành viên LHQ | Không có                                                                 | |
| Guyana – Cộng hòa Hợp tác Guyana                             | Quốc gia thành viên LHQ | Không có                                                                 | |
| Haiti – Cộng hòa Haiti                                       | Quốc gia thành viên LHQ | Không có                                                                 | |
| Hà Lan – Vương quốc Hà Lan                                   | Quốc gia thành viên LHQ | Không có                                                                 | Thành viên của EU. Vương quốc Hà Lan bao gồm bốn khu vực có quyền tự trị đáng kể: - Aruba - Curaçao - Hà Lan - Sint Maarten Thủ đô Hà Lan, Aruba, Curaçao và Sint Maarten tạo thành bốn quốc gia cấu thành của Vương quốc này. Ba phần ở nước ngoài của Hà Lan (Bonaire, Saba và Sint Eustatius) là thành phố tự trị đặc biệt của vùng đô thị Hà Lan . Vương quốc Hà Lan nói chung là một thành viên của EU, nhưng luật của EU chỉ áp dụng hoàn toàn cho các khu vực bên trong châu Âu. |
| Hàn Quốc – Đại Hàn Dân Quốc                                  | Quốc gia thành viên LHQ | Tuyên bố chủ quyền bởi Triều Tiên                                        | Hàn Quốc có một khu tự trị, Jejudo. Hàn Quốc không được Triều Tiên công nhận, quốc gia tuyên bố là chính phủ hợp pháp duy nhất của Triều Tiên. |
| Hoa Kỳ – Hợp chúng quốc Hoa Kỳ                               | Quốc gia thành viên LHQ | Không có                                                                 | Hoa Kỳ là một liên bang gồm 50 tiểu bang, một quận liên bang và một lãnh thổ hợp nhất. Ngoài ra, Chính quyền liên bang Hoa Kỳ có chủ quyền đối với 13 lãnh thổ chưa hợp nhất. Trong số các lãnh thổ này, năm lãnh thổ sau đây là tài sản có người ở: - Samoa thuộc Mỹ - Guam - Quần đảo Bắc Mariana - Puerto Rico - Quần đảo Virgin thuộc Mỹ Nước này cũng có chủ quyền đối với một số lãnh thổ không có người ở: - Đảo Baker - Đảo Howland - Đảo Jarvis - Johnston Atoll - Kingman Reef - Midway Atoll - Đảo Navassa - Đảo Wake Nước này cũng tranh chấp chủ quyền đối với hai lãnh thổ sau: - Bajo Nuevo Bank - Serranilla Bank Ba quốc gia có chủ quyền đã trở thành quốc gia liên kết của Hoa Kỳ theo Hiệp ước Liên kết Tự do: - Marshall Islands – Cộng hòa Quần đảo Marshall - Micronesia – Liên bang Micronesia - Palau – Cộng hòa Palau |
| Honduras – Cộng hòa Honduras                                 | Quốc gia thành viên LHQ | Không có                                                                 | |
| Hungary                                                      | Quốc gia thành viên LHQ | Không có                                                                 | Thành viên của EU. |
| Hy Lạp – Cộng hòa Hy Lạp                                     | Quốc gia thành viên LHQ | Không có                                                                 | Thành viên của EU. Hy Lạp có một khu tự trị, Núi Athos. |
| Iceland – Cộng hòa Iceland                                   | Quốc gia thành viên LHQ | Không có                                                                 | |
| Indonesia – Cộng hoà Indonesia                               | Quốc gia thành viên LHQ | Không có                                                                 | Indonesia có 5 tỉnh tự trị là Aceh, Jakarta, Papua, Tây Papua và Yogyakarta. |
| Iran – Cộng hòa Hồi giáo Iran                                | Quốc gia thành viên LHQ | Không có                                                                 | |
| Iraq – Cộng hòa Iraq                                         | Quốc gia thành viên LHQ | Không có                                                                 | Iraq là một liên bang trong số 19 chính quyền, bốn trong số đó thành lập Kurdistan tự trị. |
| Ireland                                                      | Quốc gia thành viên LHQ | Không có                                                                 | Thành viên của EU. |
| Israel – Nhà nước Israel                                     | Quốc gia thành viên LHQ | Một phần không được công nhận                                            | Israel kiểm soát mạnh mẽ lãnh thổ mà Palestine tuyên bố chủ quyền. Quốc gia này đã sáp nhập Đông Jerusalem, một hành động không được cộng đồng quốc tế công nhận. Israel có các mức độ kiểm soát khác nhau đối với phần còn lại của Bờ Tây và mặc dù nước này đã chấm dứt sự hiện diện quân sự hoặc dân sự thường trực ở Dải Gaza, nhưng theo luật quốc tế, Israel vẫn được coi là cường quốc chiếm đóng. Israel không được 28 thành viên LHQ và Cộng hòa Dân chủ Ả Rập Sahrawi công nhận là một quốc gia. Tổ chức Giải phóng Palestine, được đa số các quốc gia thành viên Liên Hợp Quốc công nhận là đại diện của nhân dân Palestine, đã công nhận Israel vào năm 1993. |
| Jamaica                                                      | Quốc gia thành viên LHQ | Không có                                                                 | Jamaica là một Vương quốc Thịnh vượng chung. |
| Jordan – Vương quốc Hashemite Jordan                         | Quốc gia thành viên LHQ | Không có                                                                 | |
| Kazakhstan – Cộng hòa Kazakhstan                             | Quốc gia thành viên LHQ | Không có                                                                 | |
| Kenya – Cộng hòa Kenya                                       | Quốc gia thành viên LHQ | Không có                                                                 | |
| Kiribati – Cộng hòa Kiribati                                 | Quốc gia thành viên LHQ | Không có                                                                 | |
| Kuwait – Nhà nước Kuwait                                     | Quốc gia thành viên LHQ | Không có                                                                 | |
| Kyrgyzstan – Cộng hoà Kyrgyzstan                             | Quốc gia thành viên LHQ | Không có                                                                 | |
| Latvia – Cộng hòa Latvia                                     | Quốc gia thành viên LHQ | Không có                                                                 | Thành viên của EU. |
| Lào – Cộng hòa Dân chủ Nhân dân Lào                          | Quốc gia thành viên LHQ | Không có                                                                 | |
| Liban – Cộng hòa Liban                                       | Quốc gia thành viên LHQ | Không có                                                                 | |
| Lesotho – Vương quốc Lesotho                                 | Quốc gia thành viên LHQ | Không có                                                                 | |
| Liberia – Cộng hòa Liberia                                   | Quốc gia thành viên LHQ | Không có                                                                 | |
| Libya – Nhà nước Libya                                       | Quốc gia thành viên LHQ | Không có                                                                 | |
| Liechtenstein – Thân vương quốc Liechtenstein                | Quốc gia thành viên LHQ | Không có                                                                 | |
| Litva – Cộng hòa Litva                                       | Quốc gia thành viên LHQ | Không có                                                                 | Thành viên của EU. |
| Luxembourg – Đại Công quốc Luxembourg                        | Quốc gia thành viên LHQ | Không có                                                                 | Thành viên của EU. |
| Madagascar – Cộng hòa Madagascar                             | Quốc gia thành viên LHQ | Không có                                                                 | |
| Malawi – Cộng hòa Malawi                                     | Quốc gia thành viên LHQ | Không có                                                                 | |
| Malaysia – Liên bang Malaysia                                | Quốc gia thành viên LHQ | Không có                                                                 | Malaysia là một liên bang gồm 13 bang và ba lãnh thổ liên bang. |
| Maldives – Cộng hòa Maldives                                 | Quốc gia thành viên LHQ | Không có                                                                 | |
| Mali – Cộng hòa Mali                                         | Quốc gia thành viên LHQ | Không có                                                                 | |
| Malta – Cộng hòa Malta                                       | Quốc gia thành viên LHQ | Không có                                                                 | Thành viên của EU. |
| Maroc – Vương quốc Maroc                                     | Quốc gia thành viên LHQ | Không có                                                                 | Một phần của Tây Sahara do Maroc tuyên bố chủ quyền được kiểm soát bởi Cộng hòa Dân chủ Ả Rập Sahrawi được công nhận một phần. |
| Quần đảo Marshall – Cộng hòa Quần đảo Marshall               | Quốc gia thành viên LHQ | Không có                                                                 | Theo Hiệp ước Liên kết Tự do với Hoa Kỳ. |
| Mauritanie – Cộng hòa Hồi giáo Mauritanie                    | Quốc gia thành viên LHQ | Không có                                                                 | |
| Mauritius – Cộng hòa Mauritius                               | Quốc gia thành viên LHQ | Không có                                                                 | Mauritius có một hòn đảo tự trị, Rodrigues. |
| México – Hợp chúng quốc México                               | Quốc gia thành viên LHQ | Không có                                                                 | México là một liên bang gồm 31 bang và một thành phố tự trị. Các thành phố tự trị của Rebel Zapatista có quyền tự trị trên thực tế. |
| Micronesia – Liên bang Micronesia                            | Quốc gia thành viên LHQ | Không có                                                                 | Theo Hiệp ước Liên kết Tự do với Hoa Kỳ. Liên bang Micronesia là một liên bang của bốn tiểu bang. |
| Moldova – Cộng hòa Moldova                                   | Quốc gia thành viên LHQ | Không có                                                                 | Moldova có các khu tự trị Gagauzia và Tả ngạn Dniester. Sau này và một thành phố, Bender (Tighina), nằm dưới sự kiểm soát trên thực tế của Transnistria. |
| Monaco – Thân vương quốc Monaco                              | Quốc gia thành viên LHQ | Không có                                                                 | |
| Montenegro                                                   | Quốc gia thành viên LHQ | Không có                                                                 | |
| Mozambique – Cộng hòa Mozambique                             | Quốc gia thành viên LHQ | Không có                                                                 | |
| Mông Cổ                                                      | Quốc gia thành viên LHQ | Không có                                                                 | |
| Myanmar – Cộng hòa Liên bang Myanmar                         | Quốc gia thành viên LHQ | Không có                                                                 | Ngõa Bang là một bang tự trị trên thực tế ở Myanmar. Liên Hợp Quốc không công nhận chính phủ cầm quyền trên thực tế của Myanmar, Hội đồng Quản lý Nhà nước. Pháp và Liên minh châu Âu công nhận Chính phủ Thống nhất Quốc gia là chính phủ hợp pháp của Myanmar. |
| Namibia – Cộng hòa Namibia                                   | Quốc gia thành viên LHQ | Không có                                                                 | |
| Nam Phi – Cộng hòa Nam Phi                                   | Quốc gia thành viên LHQ | Không có                                                                 | |
| Nam Sudan – Cộng hòa Nam Sudan                               | Quốc gia thành viên LHQ | Không có                                                                 | Nam Sudan là một liên bang gồm 10 bang và 3 khu vực hành chính. - Khu vực Abyei là một khu vực có "quy chế hành chính đặc biệt" được thành lập bởi Hiệp định Hòa bình Toàn diện vào năm 2005. Đây được coi là một chung cư của Nam Sudan và Sudan, nhưng trên thực tế được quản lý bởi hai chính quyền cạnh tranh và Liên Hợp Quốc. |
| Nauru – Cộng hòa Nauru                                       | Quốc gia thành viên LHQ | Không có                                                                 | |
| Na Uy – Vương quốc Na Uy                                     | Quốc gia thành viên LHQ | Không có                                                                 | Na Uy có hai khu chưa hợp nhất ở châu Âu: - Svalbard là một phần không thể thiếu của Na Uy, nhưng có vị thế đặc biệt do Hiệp ước Svalbard. - Jan Mayen là một hòn đảo không có người ở, là một phần không thể thiếu của Na Uy, mặc dù chưa được hợp nhất. Na Uy có một lãnh thổ phụ thuộc và hai lãnh thổ phụ thuộc Nam Cực được tuyên bố chủ quyền ở Nam Bán cầu: - Đảo Bouvet - Đảo Peter I - Queen Maud Land |
| Nepal – Cộng hòa Dân chủ Liên bang Nepal                     | Quốc gia thành viên LHQ | Không có                                                                 | Nepal là một liên bang bao gồm 7 tỉnh. |
| New Zealand                                                  | Quốc gia thành viên LHQ | Không có                                                                 | New Zealand là một quốc gia thuộc Vương quốc Thịnh vượng chung, và có một lãnh thổ phụ thuộc và một lãnh thổ phụ thuộc Nam Cực được tuyên bố chủ quyền: - Tokelau - Lãnh thổ phụ thuộc Ross Chính phủ New Zealand hành động đối với toàn bộ Vương quốc New Zealand trong mọi bối cảnh quốc tế, có trách nhiệm đối với (nhưng không có quyền kiểm soát) hai quốc gia liên kết tự do: - Quần đảo Cook - Niue Quần đảo Cook và Niue có quan hệ ngoại giao lần lượt với 49 và 18 thành viên LHQ. Họ có đầy đủ năng lực xây dựng hiệp ước tại LHQ, và là thành viên của một số cơ quan chuyên môn của Liên Hợp Quốc. |
| Nga – Liên bang Nga                                          | Quốc gia thành viên LHQ | Không có                                                                 | Nga là một liên bang gồm 83 chủ thể liên bang (cộng hòa, bang, krais, tỉnh tự trị, thành phố liên bang và một bang tự trị). Một số chủ thể liên bang là các nước cộng hòa sắc tộc. |
| Nhật Bản                                                     | Quốc gia thành viên LHQ | Không có                                                                 | |
| Nicaragua – Cộng hòa Nicaragua                               | Quốc gia thành viên LHQ | Không có                                                                 | Nicaragua có hai khu vực tự trị, Atlántico Sur và Atlántico Norte. |
| Niger – Cộng hòa Niger                                       | Quốc gia thành viên LHQ | Không có                                                                 | |
| Nigeria – Cộng hòa Liên bang Nigeria                         | Quốc gia thành viên LHQ | Không có                                                                 | Nigeria là một liên bang gồm 36 tiểu bang và một lãnh thổ liên bang. |
| Oman – Vương quốc Hồi giáo Oman                              | Quốc gia thành viên LHQ | Không có                                                                 | |
| Pakistan – Cộng hòa Hồi giáo Pakistan                        | Quốc gia thành viên LHQ | Không có                                                                 | Pakistan là một liên bang của bốn tỉnh và một lãnh thổ thủ đô. Pakistan thực hiện quyền kiểm soát đối với một số phần của Kashmir, nhưng chưa chính thức sáp nhập bất kỳ phần nào của nước này, thay vào đó coi nó như một lãnh thổ tranh chấp. Các phần mà nước này kiểm soát được chia thành hai lãnh thổ, được quản lý riêng biệt với Pakistan: - Azad Kashmir - Gilgit-Baltistan Azad Kashmir tự mô tả mình là một "nhà nước tự quản dưới sự kiểm soát của Pakistan", trong khi Gilgit-Baltistan được mô tả trong trật tự quản trị của mình như một nhóm "khu vực" có chính phủ tự trị. Những lãnh thổ này thường không được coi là có chủ quyền, vì chúng không đáp ứng các tiêu chí đặt ra bởi lý thuyết tuyên bố về tư cách nhà nước (ví dụ, luật hiện hành của chúng không cho phép chúng tham gia độc lập vào quan hệ với các quốc gia khác). Một số chức năng nhà nước của các vùng lãnh thổ này (chẳng hạn như đối ngoại và quốc phòng) được thực hiện bởi Pakistan. |
| Palau – Cộng hòa Palau                                       | Quốc gia thành viên LHQ | Không có                                                                 | Theo Hiệp ước Liên kết Tự do với Hoa Kỳ. |
| Palestine – Nhà nước Palestine                               | Quốc gia quan sát viên Đại hội đồng LHQ; thành viên của 2 cơ quan chuyên môn của LHQ                                                     | Một phần không được công nhận.                                           | Nhà nước Palestine, được tuyên bố vào năm 1988, không được Israel công nhận là một nhà nước nhưng đã nhận được sự công nhận ngoại giao từ 138 quốc gia. Quốc gia tuyên bố không có biên giới lãnh thổ đã thống nhất hoặc kiểm soát hiệu quả phần lớn lãnh thổ mà quốc gia đó tuyên bố. Chính quyền Dân tộc Palestine là một cơ quan hành chính lâm thời được thành lập do Hiệp định Oslo thực hiện quyền tài phán tự trị có giới hạn trong các lãnh thổ của Palestine. Trong quan hệ đối ngoại, Palestine do Tổ chức Giải phóng Palestine làm đại diện. Nhà nước Palestine là một quốc gia thành viên của UNESCO, UNIDO và các tổ chức quốc tế khác. |
| Panamá – Cộng hòa Panamá                                     | Quốc gia thành viên LHQ | Không có                                                                 | |
| Papua New Guinea – Nhà nước Độc lập Papua New Guinea         | Quốc gia thành viên LHQ | Không có                                                                 | Papua New Guinea là một Vương quốc Thịnh vượng chung với một khu vực tự trị, Bougainville. |
| Paraguay – Cộng hòa Paraguay                                 | Quốc gia thành viên LHQ | Không có                                                                 | |
| Perú – Cộng hòa Perú                                         | Quốc gia thành viên LHQ | Không có                                                                 | |
| Pháp – Cộng hòa Pháp                                         | Quốc gia thành viên LHQ | Không có                                                                 | Thành viên của EU. Pháp có năm khu vực/hải ngoại; Guiana thuộc Pháp, Guadeloupe, Martinique, Mayotte và Réunion. Pháp cũng bao gồm các lãnh thổ hải ngoại của: - Đảo Clipperton - Polynesia thuộc Pháp - New Caledonia - Saint Barthélemy - Saint Martin - Saint Pierre và Miquelon - Wallis và Futuna - Vùng đất phía Nam và châu Nam Cực thuộc Pháp |
| Phần Lan – Cộng hòa Phần Lan                                 | Quốc gia thành viên LHQ | Không có                                                                 | Thành viên của EU. - Åland là một khu tự trị trung lập và phi quân sự của Phần Lan. |
| Philippines – Cộng hòa Philippines                           | Quốc gia thành viên LHQ | Không có                                                                 | Philippines có một khu vực tự trị, Bangsamoro. |
| Qatar – Nhà nước Qatar                                       | Quốc gia thành viên LHQ | Không có                                                                 | |
| România                                                      | Quốc gia thành viên LHQ | Không có                                                                 | Thành viên của EU. |
| Rwanda – Cộng hòa Rwanda                                     | Quốc gia thành viên LHQ | Không có                                                                 | |
| Saint Kitts và Nevis – Liên bang Saint Christopher và Nevis  | Quốc gia thành viên LHQ | Không có                                                                 | Saint Kitts và Nevis là một Vương quốc Thịnh vượng chung và là một liên bang của hai hòn đảo, St. Kitts và Nevis. |
| Saint Lucia                                                  | Quốc gia thành viên LHQ | Không có                                                                 | Saint Lucia là một Vương quốc Thịnh vượng chung. |
| Saint Vincent và Grenadines                                  | Quốc gia thành viên LHQ | Không có                                                                 | Saint Vincent và Grenadines là một Vương quốc Thịnh vượng chung. |
| Samoa – Nhà nước Độc lập Samoa                               | Quốc gia thành viên LHQ | Không có                                                                 | |
| San Marino – Cộng hòa San Marino                             | Quốc gia thành viên LHQ | Không có                                                                 | |
| São Tomé và Príncipe – Cộng hòa Dân chủ São Tomé và Príncipe | Quốc gia thành viên LHQ | Không có                                                                 | São Tomé và Príncipe có một tỉnh tự trị, Príncipe. |
| Sénégal – Cộng hòa Sénégal                                   | Quốc gia thành viên LHQ | Không có                                                                 | |
| Serbia – Cộng hòa Serbia                                     | Quốc gia thành viên LHQ | Không có                                                                 | Serbia có hai khu vực tự trị, Vojvodina và Kosovo và Metohija. Sau này nằm dưới sự kiểm soát trên thực tế của Kosovo. |
| Seychelles – Cộng hòa Seychelles                             | Quốc gia thành viên LHQ | Không có                                                                 | |
| Séc – Cộng hòa Séc                                           | Quốc gia thành viên LHQ | Không có                                                                 | Thành viên của EU. |
| Sierra Leone – Cộng hòa Sierra Leone                         | Quốc gia thành viên LHQ | Không có                                                                 | |
| Singapore – Cộng hòa Singapore                               | Quốc gia thành viên LHQ | Không có                                                                 | |
| Síp – Cộng hòa Síp                                           | Quốc gia thành viên LHQ | Không được Thổ Nhĩ Kỳ công nhận                                          | Thành viên của EU. Phần đông bắc của hòn đảo là quốc gia trên thực tế của Bắc Síp. Síp không được Thổ Nhĩ Kỳ công nhận do tranh chấp Síp, với việc Thổ Nhĩ Kỳ công nhận Bắc Síp. |
| Slovakia – Cộng hòa Slovakia                                 | Quốc gia thành viên LHQ | Không có                                                                 | Thành viên của EU. |
| Slovenia – Cộng hòa Slovenia                                 | Quốc gia thành viên LHQ | Không có                                                                 | Thành viên của EU. |
| Quần đảo Solomon                                             | Quốc gia thành viên LHQ | Không có                                                                 | Quần đảo Solomon là một Vương quốc Thịnh vượng chung. |
| Somalia – Cộng hòa Liên bang Somalia                         | Quốc gia thành viên LHQ | Không có                                                                 | Somalia là một liên bang gồm sáu tiểu bang. Hai, Puntland và Galmudug, có quyền tự trị tự tuyên bố, trong khi một, Somaliland, trên thực tế độc lập. |
| Sri Lanka – Cộng hòa Xã hội chủ nghĩa Dân chủ Sri Lanka      | Quốc gia thành viên LHQ | Không có                                                                 | |
| Sudan – Cộng hòa Sudan                                       | Quốc gia thành viên LHQ | Không có                                                                 | Sudan là một liên bang gồm 18 bang. - Khu vực Abyei là một khu vực có "quy chế hành chính đặc biệt" được thành lập bởi Hiệp định Hòa bình Toàn diện vào năm 2005. Đây được coi là một chung cư của Nam Sudan và Sudan, nhưng trên thực tế được quản lý bởi hai chính quyền cạnh tranh và Liên Hợp Quốc. |
| Suriname – Cộng hòa Suriname                                 | Quốc gia thành viên LHQ | Không có                                                                 | |
| Syria – Cộng hòa Ả Rập Syria                                 | Quốc gia thành viên LHQ | Không có                                                                 | Liên minh Quốc gia Syria, được 20 thành viên Liên Hợp Quốc công nhận là đại diện hợp pháp của người dân Syria, đã thành lập một chính phủ lâm thời để cai trị vùng lãnh thổ do phiến quân kiểm soát trong Nội chiến Syria. Syria có một khu tự trị tự tuyên bố: Rojava. |
| Tajikistan – Cộng hòa Tajikistan                             | Quốc gia thành viên LHQ | Không có                                                                 | Tajikistan có một khu vực tự trị, Gorno-Badakhshan. |
| Tanzania – Cộng hòa Thống nhất Tanzania                      | Quốc gia thành viên LHQ | Không có                                                                 | Tanzania có một khu vực tự trị, Zanzibar. |
| Tây Ban Nha – Vương quốc Tây Ban Nha                         | Quốc gia thành viên LHQ | Không có                                                                 | Thành viên của EU. Tây Ban Nha được chia thành 17 cộng đồng tự trị và hai thành phố tự trị đặc biệt. |
| Tchad – Cộng hòa Tchad                                       | Quốc gia thành viên LHQ | Không có                                                                 | |
| Thái Lan – Vương quốc Thái Lan                               | Quốc gia thành viên LHQ | Không có                                                                 | |
| Thổ Nhĩ Kỳ – Cộng hòa Thổ Nhĩ Kỳ                             | Quốc gia thành viên LHQ | Không có                                                                 | |
| Thụy Điển – Vương quốc Thụy Điển                             | Quốc gia thành viên LHQ | Không có                                                                 | Thành viên của EU. |
| Thụy Sĩ – Liên bang Thụy Sĩ                                  | Quốc gia thành viên LHQ | Không có                                                                 | Thụy Sĩ là một liên bang gồm 26 bang. |
| Togo – Cộng hòa Togo                                         | Quốc gia thành viên LHQ | Không có                                                                 | |
| Tonga – Vương quốc Tonga                                     | Quốc gia thành viên LHQ | Không có                                                                 | |
| Triều Tiên – Cộng hòa Dân chủ Nhân dân Triều Tiên            | Quốc gia thành viên LHQ | Tuyên bố chủ quyền bởi Hàn Quốc                                          | Triều Tiên không được ba thành viên Liên Hợp Quốc là Pháp, Nhật Bản và Hàn Quốc công nhận, những thành viên cuối cùng tuyên bố là chính phủ hợp pháp duy nhất của Triều Tiên. |
| Trinidad và Tobago – Cộng hòa Trinidad và Tobago             | Quốc gia thành viên LHQ | Không có                                                                 | Trinidad và Tobago có một khu vực tự trị, Tobago. |
| Cộng hòa Trung Phi                                           | Quốc gia thành viên LHQ | Không có                                                                 | |
| Trung Quốc – Cộng hòa Nhân dân Trung Hoa                     | Quốc gia thành viên LHQ | Một phần không được công nhận. Tuyên bố chủ quyền bởi Trung Hoa Dân Quốc | Trung Quốc có 5 khu tự trị là Quảng Tây, Nội Mông, Ninh Hạ, Tây Tạng và Tân Cương. Ngoài ra, họ có chủ quyền đối với Đặc khu hành chính của: - Hong Kong - Ma Cao Trung Quốc tuyên bố chủ quyền, nhưng không kiểm soát Đài Loan, vốn được quản lý bởi chính quyền đối thủ (Trung Hoa Dân Quốc), tuyên bố toàn bộ Trung Quốc là lãnh thổ của mình. Trung Quốc không được 14 quốc gia thành viên Liên Hợp Quốc công nhận và Thành Vatican, ngoại trừ Bhutan, tất cả đều công nhận Trung Hoa Dân Quốc (Đài Loan). |
| Tunisia – Cộng hòa Tunisia                                   | Quốc gia thành viên LHQ | Không có                                                                 | |
| Turkmenistan – Cộng hòa Turkmenistan                         | Quốc gia thành viên LHQ | Không có                                                                 | |
| Tuvalu                                                       | Quốc gia thành viên LHQ | Không có                                                                 | Tuvalu là một Vương quốc Thịnh vượng chung. |
| Uganda – Cộng hòa Uganda                                     | Quốc gia thành viên LHQ | Không có                                                                 | |
| Ukraina                                                      | Quốc gia thành viên LHQ | Không có                                                                 | Ukraina có một khu vực tự trị, Cộng hòa Tự trị Krym, mà trên thực tế nằm dưới sự kiểm soát của Nga. Năm khu vực khác của Ukraina nằm dưới sự kiểm soát hoàn toàn hoặc một phần của Nga, bao gồm Donetsk, Kherson, Luhansk, Sevastopol và Zaporizhzhia. |
| Uruguay – Cộng hòa Đông phương Uruguay                       | Quốc gia thành viên LHQ | Không có                                                                 | |
| Uzbekistan – Cộng hòa Uzbekistan                             | Quốc gia thành viên LHQ | Không có                                                                 | Uzbekistan có một khu vực tự trị, Karakalpakstan. |
| Úc – Thịnh vượng chung Úc                                    | Quốc gia thành viên LHQ | Không có                                                                 | Úc là một Vương quốc Thịnh vượng chung và một liên bang của cả tiểu bang và vùng lãnh thổ. Có sáu tiểu bang, ba lãnh thổ bên trong, sáu lãnh thổ bên ngoài và một lãnh thổ bên ngoài Nam Cực được tuyên bố chủ quyền. Các lãnh thổ bên ngoài của Úc là: - Quần đảo Ashmore và Cartier - Đảo Giáng Sinh - Quần đảo Cocos (Keeling) - Quần đảo Biển San hô - Đảo Heard và quần đảo McDonald - Đảo Norfolk - Lãnh thổ châu Nam Cực thuộc Úc |
| Vanuatu – Cộng hòa Vanuatu                                   | Quốc gia thành viên LHQ | Không có                                                                 | |
| Thành Vatican – Thành quốc Vatican                           | Quốc gia quan sát viên Đại hội đồng LHQ dưới sự chỉ định của "Tòa Thánh"; thành viên của ba cơ quan chuyên môn của Liên Hợp Quốc và IAEA | Không có                                                                 | Được quản lý bởi Tòa Thánh, một thực thể có chủ quyền có quan hệ ngoại giao với 183 quốc gia. Con số này bao gồm 180 quốc gia thành viên Liên Hợp Quốc, Quần đảo Cook, Trung Hoa Dân Quốc (Đài Loan) và Nhà nước Palestine. Ngoài ra, Liên minh châu Âu và Dòng Chiến sĩ Toàn quyền Malta duy trì quan hệ ngoại giao với Tòa Thánh. Tòa Thánh là thành viên của IAEA, ITU, UPU, và WIPO và là quan sát viên thường trực của LHQ (trong danh mục "Quốc gia không phải là thành viên") và nhiều tổ chức thuộc Hệ thống LHQ khác. Thành Vatican được quản lý bởi các quan chức do Giáo hoàng bổ nhiệm, người là Giám mục của Giáo phận Rome và là quân chủ của Thành Vatican. |
| Venezuela – Cộng hòa Bolivar Venezuela                       | Quốc gia thành viên LHQ | Không có                                                                 | Venezuela là một liên bang gồm 23 tiểu bang, một quận thủ đô và các cơ quan phụ thuộc liên bang. |
| Việt Nam – Cộng hòa Xã hội chủ nghĩa Việt Nam                | Quốc gia thành viên LHQ | Không có                                                                 | |
| Yemen – Cộng hòa Yemen                                       | Quốc gia thành viên LHQ | Không có                                                                 | |
| Ý – Cộng hòa Ý                                               | Quốc gia thành viên LHQ | Không có                                                                 | Thành viên của EU. Ý có 5 khu tự trị, Aosta Valley, Friuli-Venezia Giulia, Sardinia, Sicily và Trentino-Alto Adige/Südtirol. |
| Zambia – Cộng hòa Zambia                                     | Quốc gia thành viên LHQ | Không có                                                                 | |
| Zimbabwe – Cộng hòa Zimbabwe                                 | Quốc gia thành viên LHQ | Không có                                                                 | |

### Quốc gia khác
| Chú thích cột "Tư cách thành viên trong Hệ thống Liên Hợp Quốc" Quốc gia thành viên của Cơ quan chuyên môn của LHQ Không có tư cách thành viên | Chú thích cột "Tranh chấp chủ quyền" Không tranh chấp chủ quyền Tranh chấp chủ quyền |

| Tên thông thường và chính thức                     | Tư cách thành viên trong Hệ thống LHQ                   | Tranh chấp chủ quyền                                                     | Thông tin thêm về tình trạng và công nhận chủ quyền |
| -------------------------------------------------- | ------------------------------------------------------- | ------------------------------------------------------------------------ | --- |
| Abkhazia – Cộng hòa Abkhazia                       | Không phải thành viên                                   | Tuyên bố chủ quyền bởi Gruzia                                            | Được công nhận bởi Nga, Nauru, Nicaragua, Syria, Venezuela, Nam Ossetia và Transnistria. Được Georgia tuyên bố toàn bộ chủ quyền với Cộng hòa Tự trị Abkhazia. |
| Bắc Síp – Cộng hòa Thổ Nhĩ Kỳ Bắc Síp              | Không phải thành viên                                   | Tuyên bố chủ quyền bởi Cộng hòa Síp                                      | Chỉ được cộng nhận bởi Thổ Nhĩ Kỳ. Dưới tên gọi "Nhà nước Thổ Nhĩ Kỳ Síp", Bắc Síp là một quốc gia quan sát viên của Tổ chức Hợp tác Hồi giáo và Tổ chức Họp tác Kinh tế. Toàn bộ lãnh thổ của Bắc Síp được Cộng hòa Síp tuyên bố toàn bộ chủ quyền. |
| Quần đảo Cook                                      | Thành viên của tám cơ quan chuyên môn của Liên hợp quốc | Không có (Xem tình trạng chính trị)                                      | Là một quốc gia liên kết tự do với New Zealand, Quần đảo Cook duy trì quan hệ ngoại giao với 52 quốc gia khác. Quần đảo Cook là thành viên của nhiều cơ quan Liên Hợp Quốc với đầy đủ năng lực xây dựng hiệp ước. Quốc gia này có chung nguyên thủ quốc gia với New Zealand cũng như có chung quyền công dân. |
| Đài Loan – Trung Hoa Dân quốc                      | Không phải thành viên, cựu thành viên từ năm 1971       | Không được công nhận. Tuyên bố chủ quyền bởi Cộng hòa Nhân dân Trung Hoa | Một quốc gia tranh chấp (trên danh nghĩa) đã được Cộng hòa Nhân dân Trung Hoa (CHNDTH) công nhận là chính phủ của Trung Quốc kể từ năm 1949. Trung Hoa Dân Quốc (THDQ) kiểm soát đảo Đài Loan và các đảo liên quan, Kim Môn, Mã Tổ, Đông Sa và các phần của quần đảo Trường Sa, và không từ bỏ các tuyên bố chủ quyền đối với các vùng lãnh thổ được sáp nhập trên đất liền. THDQ được 13 quốc gia thành viên LHQ và Hội đồng công nhận tính đến ngày 9 tháng 12 năm 2021, không quốc gia nào trong số đó công nhận CHNDTH. Ngoài ra, một thành viên LHQ (Bhutan) đã không công nhận THDQ hay CHNDTH. CHNDTH đã tuyên bố chủ quyền đối với toàn bộ lãnh thổ THDQ. THDQ tham gia vào các tổ chức quốc tế với nhiều bút danh khác nhau, phổ biến nhất là "Đài Bắc Trung Hoa" và trong WTO. Trung Hoa Dân Quốc là thành viên sáng lập của LHQ và có quyền thành viên từ năm 1945 đến năm 1971, với quyền phủ quyết trong Hội đồng Bảo an LHQ. Xem Trung Quốc và Liên Hợp Quốc. |
| Kosovo – Cộng hòa Kosovo                           | Thành viên của hai cơ quan chuyên môn của LHQ           | Tuyên bố chủ quyền bởi Serbia                                            | Căn cứ vào Nghị quyết 1244 của Hội đồng Bảo an Liên Hợp Quốc, Kosovo được đặt dưới sự quản lý của Phái bộ hành chính lâm thời của Liên Hợp Quốc tại Kosovo vào năm 1999. Kosovo tuyên bố độc lập vào năm 2008, và quốc gia này đã nhận được sự công nhận ngoại giao từ 112 quốc gia thành viên LHQ và Trung Hoa Dân Quốc, trong khi 18 quốc gia đã công nhận Kosovo chỉ để sau đó rút lại sự công nhận của họ. Serbia tiếp tục duy trì yêu sách chủ quyền của mình đối với Kosovo. Các quốc gia thành viên Liên Hợp Quốc khác và các quốc gia không phải thành viên Liên Hợp Quốc tiếp tục công nhận chủ quyền của Serbia hoặc không có quan điểm nào về vấn đề này. Kosovo là thành viên của Quỹ Tiền tệ Quốc tế và Nhóm Ngân hàng Thế giới. Cộng hòa Kosovo trên thực tế có quyền kiểm soát phần lớn lãnh thổ, với quyền kiểm soát hạn chế ở Bắc Kosovo. |
| Nam Ossetia – Cộng hòa Nam Ossetia–Nhà nước Alania | Không phải thành viên                                   | Tuyên bố chủ quyền bởi Gruzia                                            | Một quốc gia độc lập trên thực tế, Được công nhận bởi Nga, Nicaragua, Nauru, Syria, Venezuela, Abkhazia và Transnistria. Toàn bộ lãnh thổ của Nam Ossetia bị Gruzia tuyên bố là Cơ quan Hành chính Lâm thời của Nam Ossetia. |
| Niue                                               | Thành viên của năm cơ quan chuyên môn của Liên Hợp Quốc | Không có (Xem tình trạng chính trị)                                      | Là một quốc gia liên kết tự do với New Zealand, Niue duy trì quan hệ ngoại giao với 20 quốc gia khác. Niue là thành viên của nhiều cơ quan Liên Hợp Quốc với đầy đủ năng lực xây dựng hiệp ước. Quốc gia này có chung nguyên thủ quốc gia với New Zealand cũng như có chung quyền công dân. |
| Cộng hòa Ả Rập Sahrawi Dân chủ                     | Không phải thành viên                                   | Tuyên bố chủ quyền bởi Maroc                                             | Được 84 quốc gia thành viên Liên Hợp Quốc công nhận ở một số giai đoạn, 43 quốc gia trong số đó đã rút khỏi hoặc đóng băng công nhận. Quốc gia này là thành viên sáng lập của Liên minh châu Phi và Đối tác chiến lược Á-Phi được hình thành tại Hội nghị Á-Phi năm 2005. Các lãnh thổ dưới sự kiểm soát của Ả Rập Sahrawi, cái được gọi là Vùng tự do, được Maroc tuyên bố chủ quyền toàn bộ như một phần của các Tỉnh phía Nam của nó . Đổi lại, Cộng hòa Dân chủ Ả Rập Sahrawi tuyên bố chủ quyền một phần Tây Sahara ở phía Tây của Bức tường Maroc do Maroc kiểm soát. Chính phủ của nó lưu vong ở Tindouf, Algeria . |
| Somaliland – Cộng hòa Somaliland                   | Không phải thành viên                                   | Tuyên bố chủ quyền bởi Somalia                                           | Một quốc gia độc lập trên thực tế, không được bất kỳ quốc gia nào công nhận ngoại giao, Cộng hòa Liên bang Somalia đã tuyên bố chủ quyền đối với toàn bộ lãnh thổ của Somaliland. |
| Transnistria – Cộng hòa Moldavian Pridnestrovian   | Không phải thành viên                                   | Tuyên bố chủ quyền bởi Moldova                                           | Một quốc gia độc lập trên thực tế, chỉ được Abkhazia và Nam Ossetia công nhận. Moldova không muốn công nhận nền độc lập. |